# (1742) Schaifers
(1742) Schaifers ist ein Asteroid des Hauptgürtels, der am 7. September 1934 vom deutschen Astronomen Karl Wilhelm Reinmuth in Heidelberg entdeckt wurde.
Der Asteroid trägt den Namen des deutschen Astronomen Karl Schaifers.